# 207504 Markusovszky
A 207504 Markusovszky (ideiglenes jelöléssel (207504) 2006 HK152) a Naprendszer kisbolygóövében található aszteroida. Sárneczky Krisztián fedezte fel 2006. április 25-én.